# Bryan Callen
Bryan Christopher Callen (Manila, 26 gennaio 1967) è un attore e comico statunitense.

## Biografia
Bryan Callen è nato a Manila, il 26 gennaio 1967, figlio dell'uomo d'affari Randy Callen, che lasciò la madre, Toni McBrier, quando scoprì che essa era incinta. Sua madre ha cresciuto lui e la sorellastra Kelsey nel South Bronx a New York. Callen ha origini italiane e irlandesi.
Ha iniziato a recitare in serie televisive come MADtv e Oz.

## Filmografia parziale

### Cinema
- Old School, regia di Todd Phillips (2003)
- Babbo bastardo, regia di Terry Zwigoff (2003)
- Scary Movie 4, regia di David Zucker (2006)
- Una notte da leoni (The Hangover), regia di Todd Phillips (2009)
- 41 anni vergine, regia di Craig Moss (2010)
- Una notte da leoni 2 (The Hangover: Part II), regia di Todd Phillips (2011)
- Warrior, regia di Gavin O'Connor (2011)
- Poliziotto in prova (Ride Along), regia di Tim Story (2014)
- Planes 2 - Missione antincendio ([2014) - voce
- Joker, regia di Todd Phillips (2019)
- Think Like a Dog, regia di Gil Junger (2020)

### Televisione
- MADtv – serie TV, 41 episodi (1995-1997)
- Oz – serie TV, 7 episodi (1998)
- Sex and the City – serie TV, episodio 6x08 (2003)
- West Wing - Tutti gli uomini del Presidente (The West Wing) - serie TV, episodio 5x06 (2003)
- Settimo cielo (7th Heaven) – serie TV, 9 episodi (2004-2006)
- Fat Actress – serie TV, 7 episodi (2005)
- How I Met Your Mother – serie TV, 6 episodi (2006-2009)
- Death Valley – serie TV, 11 episodi (2011)
- In Plain Sight - Protezione testimoni (In Plain Sight) – serie TV, 8 episodi (2011-2012)
- The Goldbergs – serie TV, 42 episodi (2014-in corso)
- Kingdom – serie TV, 14 episodi (2014-2017)
- 2 Broke Girls – serie TV, episodio 5x11 (2016)
- Schooled – serie TV (2019-in corso)

## Doppiatori italiani
Nelle versioni in italiano delle opere in cui ha recitato, Bryan Callen è stato doppiato da:
- Vittorio Guerrieri in Oz, Poliziotto in prova
- Massimo Lodolo in Sex and the City
- Pasquale Anselmo in Settimo cielo
- Walter Rivetti in How I Met Your Mother
- Nanni Baldini in Una notte da leoni
- Roberto Certomà in CSI: Miami
- Alberto Bognanni in Death Valley
- Alessio Cigliano in Warrior
- Roberto Gammino in Una notte da leoni 2
- Stefano Thermes in The Goldbergs